# Hartl
Hartl là một đô thị thuộc huyện Hartberg thuộc bang Steiermark, nước Áo. Đô thị Hartl có diện tích 14,71 km², dân số thời điểm năm 2005 là 838 người.